# Antonio Sacchini
Antonio Sacchini, właśc. Antonio Maria Gasparo Gioacchino Sacchini (ur. 14 czerwca 1730 we Florencji, zm. 6 października 1786 w Paryżu) – włoski kompozytor operowy, twórca Edypa w Kolonie.

## Życiorys
Urodził się 14 czerwca 1730 roku we Florencji w niezamożnej rodzinie. Otrzymał gruntowne wykształcenie w ramach którego nauczył się gry na skrzypcach, instrumentach klawiszowych, śpiewu i kompozycji w Conservatorio di Santa Maria di Loreto w Neapolu.
Został nauczycielem w swojej macierzystej uczelni jako secondo maestro, a po przejściu Gennara Manny na emeryturę w 1761 – jako primo maestro. W tym samym roku miała miejsce premiera jego pierwszej opery Andromaca w teatrze neapolskim. Rozszerzył wówczas swoją działalność i rozpoczął tworzyć opery także dla teatru w Rzymie, gdzie przeprowadził się w 1763 roku.
Pięć lat później przeniósł się do Wenecji, gdzie został dyrektorem Conservatorio dell'Ospedaletto, gdzie wystawił opery Alessandro Severo i Alessandro nelle Indie, a także wiele oratoriów i dzieł sakralnych. Kontynuował nauczanie, a jego uczennicami były m.in. Adriana Ferrarese i Nancy Storace. Następnie rozpoczął podróżować po Europie, odwiedzając Stuttgart, Monachium, osiedlając się w Londynie w 1772 roku. Przez dziewięcioletni okres pobytu nadal komponował opery, które brytyjski teoretyk muzyki Charles Burney uznał za najlepsze dzieła lat 70. XVIII wieku. Jego rozrzutność i rozwiązłość spowodowały poważne zobowiązania finansowe, przez które musiał uciekać do Paryża przed wierzycielami.
Jego wizyta w stolicy Francji, zbiegła się z wizytą cesarza Józefa II Habsburga, który zapoznał się z dziełami Sacchiniego i polecił swojej siostrze Marii Antoninie Austriaczce, aby objęła kompozytora swoim patronatem. Rywalizacja pomiędzy dominującymi twórcami klasycyzmu: Christophem Willibaldem Gluckem a Niccolem Piccinnim, sprawiła, że Sacchini poniósł porażki podczas wystawiania swoich oper.
Jednakże to właśnie podczas pobytu w Paryżu skomponował swoje magnum opus – Edypa w Kolonie, którego premiera miała miejsce w 1787 roku, już po śmierci autora. Sacchini zmarł 6 października 1786 roku w Paryżu.